# Leichtathletik-Europacup der Mehrkämpfer

Der Leichtathletik-Europacup der Mehrkämpfer ist ein Mannschaftswettbewerb, bei dem die besten drei Mehrkämpfer eines Landes in die Wertung kommen. Der Wettbewerb wurde 1973 erstmals ausgetragen, bis 1993 fand er im Zweijahresmodus statt, seither jährlich. Ausrichter ist der Europäische Leichtathletikverband EAA.

## Austragungsmodus
Über alle Austragungen gleich geblieben ist die Zählweise. Von im Normalfall vier antretenden Mehrkämpfern werden die ersten drei in die Wertung genommen, deren Punktzahlen werden addiert und die Mannschaft mit der höchsten Punktzahl gewinnt. Bei den Männern wird seit 1973 der Europacup im Zehnkampf ausgetragen, bei den Frauen wurde bis 1979 der Fünfkampf, seit 1981 der Siebenkampf durchgeführt. 
Der Europacup wurde bei den ersten fünf Austragungen von 1973 bis 1981 mit Qualifikation und Finale ausgetragen. In drei Vorrunden, 1977 in vier Vorrunden, traten bis zu acht Mannschaften gegeneinander an, die besten Mannschaften traten im Finale an.
Die jeweils sechs besten Mannschaften bei Männern und Frauen des Jahres 1981 waren für die Finalrunde A 1983 qualifiziert, die nächsten sieben Mannschaften traten in der Finalrunde B an, alle anderen gemeldeten Mannschaften in der Finalrunde C. Durch die Endergebnisse der einzelnen Gruppen wurden die Aufsteiger und Absteiger zwischen den Gruppen bestimmt, die dann zwei Jahre später in der nächsthöheren Gruppe antreten durften, beziehungsweise in der nächstniedrigeren Gruppe antreten mussten. Seit 1987 waren jeweils acht Mannschaften in der Gruppe A. Seit der zehnten Austragung 1991 heißt die Finalrunde A Super League, die Finalrunde B 1st League und die Finalrunde C 2nd League.
Das Finale der Männer und der Frauen wird immer am gleichen Wochenende ausgetragen. In der Regel finden beide Veranstaltungen am gleichen Ort statt. 1987, 1989, 1995, 1997, 2004 und 2007 wurde die Finalgruppe A oder Super League der Männer mit der Finalgruppe B oder 1st League der Frauen ausgetragen und umgekehrt. Hintergrund war jeweils, dass die Anzahl der Mannschaften relativ gering war, die sowohl bei den Männern als auch bei den Frauen für die oberste Gruppe qualifiziert waren. Durch die Splittung wurde erreicht, dass möglichst viele Teams mit Männern und Frauen gemeinsam antreten konnten, darunter natürlich beide Mannschaften des ausrichtenden Landes.

## Austragungsorte und Sieger
Die folgende Tabelle enthält die Austragungsorte (und Austragungsländer) der Finalrunden und die Siegerteams.
| Jahr | Austragungsort | Austragungsland        | Sieger Männer |              | Austragungsort         | Austragungsland        | Sieger Frauen |
| ---- | -------------- | ---------------------- | ------------- | ------------ | ---------------------- | ---------------------- | ------------- |
| 1973 | Bonn           | Deutschland            | Polen         | Bonn         | Deutschland            | DDR                    |               |
| 1975 | Bydgoszcz      | Polen                  | UdSSR         | Bydgoszcz    | Polen                  | DDR                    |               |
| 1977 | Lille          | Frankreich             | UdSSR         | Lille        | Frankreich             | UdSSR                  |               |
| 1979 | Dresden        | DDR                    | DDR           | Dresden      | DDR                    | DDR                    |               |
| 1981 | Birmingham     | Vereinigtes Königreich | Deutschland   | Birmingham   | Vereinigtes Königreich | DDR                    |               |
| 1983 | Sofia          | Bulgarien              | Deutschland   | Sofia        | Bulgarien              | DDR                    |               |
| 1985 | Krefeld        | Deutschland            | UdSSR         | Krefeld      | Deutschland            | DDR                    |               |
| 1987 | Basel          | Schweiz                | DDR           | Arles        | Frankreich             | UdSSR                  |               |
| 1989 | Tønsberg       | Norwegen               | DDR           | Helmond      | Niederlande            | UdSSR                  |               |
| 1991 | Helmond        | Niederlande            | Deutschland   | Helmond      | Niederlande            | Deutschland            |               |
| 1993 | Oulu           | Finnland               | Frankreich    | Oulu         | Finnland               | Russland               |               |
| 1994 | Lyon-Parilly   | Frankreich             | Frankreich    | Lyon-Parilly | Frankreich             | Russland               |               |
| 1995 | Valladolid     | Spanien                | Tschechien    | Helmond      | Niederlande            | Weißrussland           |               |
| 1996 | Lage           | Deutschland            | Deutschland   | Lage         | Deutschland            | Deutschland            |               |
| 1997 | Tallinn        | Estland                | Tschechien    | Oulu         | Finnland               | Russland               |               |
| 1998 | Tallinn        | Estland                | Tschechien    | Tallinn      | Estland                | Russland               |               |
| 1999 | Prag           | Tschechien             | Tschechien    | Prag         | Tschechien             | Russland               |               |
| 2000 | Oulu           | Finnland               | Frankreich    | Oulu         | Finnland               | Russland               |               |
| 2001 | Arles          | Frankreich             | Frankreich    | Arles        | Frankreich             | Russland               |               |
| 2002 | Bydgoszcz      | Polen                  | Deutschland   | Bydgoszcz    | Polen                  | Deutschland            |               |
| 2003 | Brixen         | Italien                | Frankreich    | Brixen       | Italien                | Russland               |               |
| 2004 | Tallinn        | Estland                | Estland       | Hengelo      | Niederlande            | Russland               |               |
| 2005 | Bydgoszcz      | Polen                  | Estland       | Bydgoszcz    | Polen                  | Weißrussland           |               |
| 2006 | Arles          | Frankreich             | Frankreich    | Arles        | Frankreich             | Russland               |               |
| 2007 | Tallinn        | Estland                | Weißrussland  | Stettin      | Polen                  | Vereinigtes Königreich |               |
| 2008 | Hengelo        | Niederlande            | Weißrussland  | Hengelo      | Niederlande            | Ukraine                |               |
| 2009 | Stettin        | Polen                  | Russland      | Stettin      | Polen                  | Polen                  |               |
| 2010 | Tallinn        | Estland                | Estland       | Tallinn      | Estland                | Frankreich             |               |
| 2011 | Toruń          | Polen                  | Russland      | Toruń        | Polen                  | Russland               |               |

Das erfolgreichste Land bei den Männern war Deutschland, mit drei Siegen der DDR, zwei Siegen der BRD vor 1990 und drei Siegen als wiedervereinte Mannschaft nach 1990. Wenn man DDR und BRD als Konkurrenten bis 1990 nicht addiert, war Frankreich mit sechs Siegen das erfolgreichste Land. Bei den Frauen gewann Russland seit 1993 elf Wettbewerbe, die UdSSR hatte dreimal gewonnen. Die DDR kam bei den Frauen auf sechs Siege, Deutschland gewann nach 1990 drei Austragungen.

## Sportliche Höhepunkte

### Weltrekorde
Bei der dritten Austragung des Wettbewerbs am 17. und 18. September 1977 in Lille stellte Nadija Tkatschenko aus der UdSSR mit 4839 Punkten einen neuen Weltrekord im Fünfkampf auf. Am 3. und 4. Juli 1999 in Prag stellte der Tscheche Tomáš Dvořák mit 8994 Punkten einen neuen Weltrekord im Zehnkampf auf und verpasste nur knapp die 9000-Punkte-Marke.

### Veranstaltungsrekorde
Die beste Teamleistung gelang bei den Männern 1999 den Tschechen mit 25.375 Punkten. Neben Dvořáks 8994 Punkten gingen 8527 Punkte von Roman Šebrle und 7854 Punkte von Jiří Ryba in die Gesamtwertung ein. 
Die beste Teamleistung bei den Frauen erreichte die UdSSR 1989. Larissa Nikitina mit 6875 Punkten, Remigija Nasaroviene mit 6600 Punkten und Natalja Schubenkowa mit 6345 Punkten erreichten zusammen 19.820 Punkte. 